# Station Magnac-Vicq
Station Magnac - Vicq is een spoorweghalte in de Franse gemeente Vicq-sur-Breuilh.